# Memórias de Amor
Memórias de Amor é uma telenovela brasileira produzida e exibida pela TV Globo de 5 de março a 1 de junho de 1979, em 82 capítulos. Substituiu A Sucessora e foi substituída por Cabocla, sendo a 17ª "novela das seis" exibida pela emissora.
Escrita por Wilson Aguiar Filho, baseada no romance O Ateneu, de Raul Pompeia, com direção de Gracindo Júnior e supervisão de Herval Rossano.
Contou com Eduardo Tornaghi, Sandra Brea, Maneco Bueno, Myrian Rios, Gilberto Martinho e Jardel Filho nos papéis principais.

## Sinopse
Rio de Janeiro, 1888. Jorge (Eduardo Tornaghi) e Lívia (Sandra Brea) são separados no amor por imposição de Aristarco Argolo Ramos (Jardel Filho), pai de Jorge e dono do maior colégio interno para rapazes da Corte: o Ateneu. A história mostra o relacionamento dos alunos do colégio, como Sérgio (Maneco Bueno), que aos poucos vai-se aborrecendo com os métodos apresentados, até o desencantamento.

## Elenco
- Eduardo Tornaghi - Jorge Argolo de Ramos
- Sandra Bréa - Lívia Monteverde
- Jardel Filho - Professor Aristarco Argolo de Ramos
- Maneco Bueno - Sérgio Pompéia
- Ricardo Blat - Egbert
- Eva Todor - Agripina
- Ary Fontoura - Professor Mânlio
- Karin Rodrigues - Miss Norah Helman
- José Augusto Branco - Ciro Monteverde
- Myrian Rios - Maria Argolo de Ramos
- Castro Gonzaga - Professor Venâncio
- Aracy Cardoso - Ema Argolo de Ramos
- Fátima Freire - Dora
- Luiz Armando Queiroz - Professor Adolfo
- Nelson Caruso - Professor Alfredo
- Hugo Sandes - Mateus
- Gilberto Martinho - Mauro Pompéia
- Ana Ariel - Bernarda
- Ney Sant'Anna - Mário
- Luiz Orioni - Padre Luís
- Wolf Maia - Rebelo
- Tião D'Ávila - Sanches
- Cosme dos Santos - Manuel
- Felipe Wagner - Professor Bataillard
- Diogo Villela - Rômulo
- Edson Silva - Professor Cláudio
- Angelito Mello - Jalincourt
- Tânia Loureiro - Laura Pompéia
- Luciano Sabino - Mata
- Ana Lúcia Torre - Princesa Isabel
- Waldemar Rocha - Conde D'Eu
- Dary Reis - Gomes
- Marly Aguiar - Alice
- Denny Perrier - Jalincourt
- Solange Theodoro - Ângela
- José Luiz Rodi - Branquinho
- Victor Villar - Franco
- Nádia Carvalho - Melica
- Bento Gomes - Barbalho
- Fábio Mássimo - Malheiro
- Jorge Botelho - Antônio
- Ivo Giffoni - Bento Alves
- Nardel Ramos - Américo Gomes
- Ivan de Almeida - Gumercindo
- Alby Ramos - Silvino
- João Marcos Fuentes - João Numa
- Sérgio Augusto - Henrique
- Faustino Alvares - Cocheiro
- Gracindo Júnior - Antônio da Silva Jardim
- Renê Fernandes
- Roberto Lee
- Zenaider Rios - Doutor

## Exibição

### Outras Mídias
Nunca reprisada, foi disponibilizada pelo Globoplay em 17 de fevereiro de 2025, através do Projeto Fragmentos, que visa resgatar obras incompletas cujos capítulos foram perdidos em incêndios ou no processo de substituição de mídias físicas por questões econômicas. Foram preservados seis capítulos: 01, 02, 41, 42, 81 e 82.

## Trilha sonora
- "Emoções" - Wando
- "Pastores da Noite" - Vital Lima
- "Jura Secreta" - Simone
- "Décima Vez" - Ricardo
- "Maria" - Francis Hime
- "Mulata" - Maria Martha

Direção de produção: Guto Graça Mello
Produção musical: Octávio Burnier

Pesquisa de repertório: Arnaldo Schneider